# Пандер, Кристиан
Кри́стиан Па́ндер (нем. Christian Pander; 28 августа 1983, Мюнстер) — немецкий футболист, защитник.

## Карьера
Свой первый гол за сборную Германию он забил 22 августа 2007, пушечным ударом с 25 ярдов в товарищеском матче против сборной Англии. Игра закончилась со счётом 2:1 в пользу сборной Германии.

## Достижения
- Обладатель Кубка Германии: 2011